# Symfonie nr. 4 (Sallinen)
Aulis Sallinen componeerde zijn Symfonie nr. 4 in 1979.

## Geschiedenis
Sallinen ontving de opdracht voor dit werk van de stad Turku, die haar 750-jarig bestaan vierde in 1979. Sallinen had net twee pessimistische werken achter elkaar gecomponeerd. Eerst zijn Dies Irae over de (toen) dreigende kernoorlog en zijn lied De mens is niets, is niemand. Voor een feest moest er andere muziek op de lessenaar komen en Sallinen had het moeilijk zichzelf los te weken uit zijn voorgaande werken. Na voltooiing van dit werk ging het trouwens wederom de sombere kant op met eerst Shadows en daarna zijn opera The King Goes Forth To France. De première werd gegeven door het Turku Philharmonisch Orkest onder leiding van Pertti Pekkanen in Turku.

## Muziek
De vierde symfonie bestaat in dit geval puur uit drie delen. Zijn derde symfonie had wel een driedelige opzet, maar haar laatste deel viel in twee secties uiteen. De thema's zijn ook nu weer vrij duidelijk hoorbaar. Het eerste motief bestaat uit minimal musicachtige bewegingen in de blaasinstrumenten, het tweede uit een dalende lijn.

### Delen
1. Andante poco giocoso
2. Dona nobis pacem
3. Finale

Deel 1 opent met beide motieven in een driekwartsmaat, soortgelijk als Dmitri Sjostakovitsj ze af en toe componeerde. Er zit een wals in maar je wordt steeds op het verkeerde been gezet. Het deel zit vol ironie; er is gemaakte vrolijkheid. Dit gevoeld wordt versterkt door het Dona nobis pacem (Geef ons vrede); hier zit een als begrafenismars deinend ritme achter. Echter door verschuivende accenten valt er niet op te marcheren. In deel drie gaat Sallinen terug naar het eerste deel. De symfonie wordt met een pianofragment geleidelijk maar vol met innerlijk onrust afgesloten.

### Orkestratie
- 3 dwarsfluiten waaronder 2 piccolo's, 3 hobo's, 3 klarinetten waaronder 1 basklarinet, 3 fagotten waaronder 1 contrafagot;
- 4 hoorns, 3 trompetten, 3 trombones, 1 tuba
- pauken en 3x percussie, harp, celesta
- strijkers

## Discografie
- Uitgave Finlandia Records: Filharmonisch Orkest van Helsinki o.l.v. Okko Kamu (opnamen 1984)
- Uitgave BIS Records 511; Malmö Symfoni Orkester o.l.v. James DePreist (opnamen 1993);
- Uitgave CPO: Staatsphilharmonie Rheinland-Pfalz o.l.v. Ari Rasilainen (opnamen 2003).